# Сармен
Арменак Саркисович Саркисян (арм. Արմենակ Սարգսի Սարգսյան), более известный под псевдонимом Сармен (арм. Սարմեն, 1 марта 1901, село Пахванц, около Востана, Ванский вилайет, Османская империя — 18 февраля 1984, Ереван) — армянский поэт, заслуженный деятель культуры Армянской ССР (1967), член Союза писателей СССР с 1934 года։ Член КПСС с 1941 года.
Его псевдоним Сармен образован из сочетания первого слога фамилии поэта (Сар) и второго слога имени (мен); этот псевдоним придумал его учитель Егише Терлемезян.

## Биография
Родился в османской Западной Армении, в селе Пахванц, ныне ил Ван на территории Турции.  Его родители погибли в 1915 году во время Геноцида армян.  Детство Сармена прошло в детском доме.  В 1932 году окончил Ереванский университет — факультет лингвистики.  Его первое стихотворение «К Богу» было опубликовано в 1919 в газете Тбилиси «Парос». 
Сармен — автор текста государственного гимна Армянской ССР.  Его стихи легли в основу многих песен армянских композиторов.  Композитор Сергей Зубковский написал «Поэму о море» на текст Сармена.
Скончался в Ереване.

## Награды
- Орден Октябрьской Революции
- Орден Трудового Красного Знамени
- Орден Красной Звезды
- Орден «Знак Почёта» (27 июня 1956)